# 阿斯特丽·于伦霍尔特·雅各布森
阿斯特丽·于伦霍尔特·雅各布森（挪威語：Astrid Uhrenholdt Jacobsen，1987年1月22日—），挪威女子越野滑雪运动员。她曾代表挪威参加2010年、2014年和2018年冬季奥林匹克运动会越野滑雪比赛，获得一枚金牌。